# Moog Music
Moog Music is een Amerikaans bedrijf en fabrikant van elektronische muziekinstrumenten zoals synthesizers en theremins.
Het huidige bedrijf is de tweede onderneming van oprichter Robert Moog voor het fabriceren van synthesizers en theremins. Moog richtte aanvankelijk in 1953 het bedrijf op als R.A. Moog Co., dat later in 1971 werd hernoemd naar Moog Music, tot het faillissement in 1986. Door slecht management werd Moog gedwongen om in 1977 zijn eigen bedrijf te verlaten.
Robert Moog startte opnieuw een bedrijf, genaamd Big Briar, voor het produceren van theremins. Hij breidde uit met diverse analoge muziekinstrumenten en gitaar-effectpedalen.

## Nieuwe Moog Music
Na een juridische strijd met Don Martin, die de naam Moog Music bezat, kreeg Robert Moog in 2002 de rechten van de naam opnieuw in handen. Hij besloot om direct de producten van Big Briar te gaan verkopen onder de naam Moog Music. In datzelfde jaar startte ook de productie van een moderne versie van de Minimoog-synthesizer, de Minimoog Voyager.
In 2004 bestond het bedrijf 50 jaar en er kwamen speciale versies uit van enkele producten.
Robert Moog overleed in augustus 2005. Michael Adams zette het bedrijf verder als directeur.
In 2006 introduceerde Moog Music de Little Phatty, een monofone analoge synthesizer. Het was de opvolger van de Minimoog Voyager, en is de laatste door Robert Moog ontworpen synthesizer.